# Johannes Kuben
Johannes Kuben S. J. (auch Johann Kuben; tschechisch Jan Kuben; * 15. Dezember 1697 in Habelschwerdt, Grafschaft Glatz; † 1770 in Oppeln, Fürstentum Oppeln) war ein katholischer Geistlicher. Er gehörte dem Jesuitenorden an, für den er neben seelsorglichen Aufgaben künstlerisch tätig war. Für zahlreiche jesuitische Kirchen, Kollegien u. a. Einrichtungen schuf er Fresken und Wandgemälde im Stil der Quadraturmalerei. Er war in Böhmen, Mähren und Schlesien tätig.

## Leben

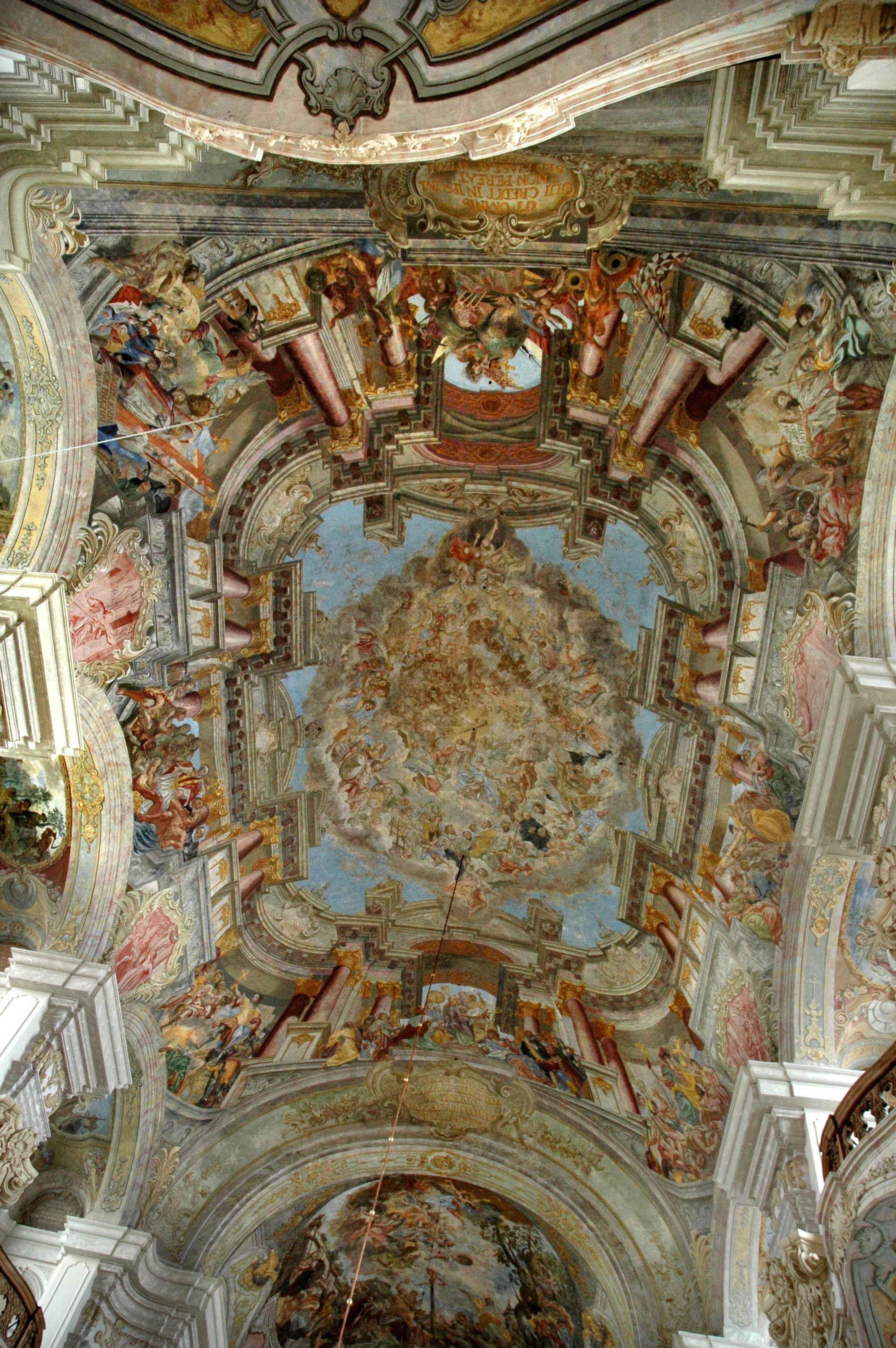
Hl.-Kreuz-Kirche in Brieg

Johannes Kuben trat 1719 dem Jesuitenorden bei und verbrachte das Noviziat im Brünner Jesuitenkolleg. 1722–1728 studierte er Philosophie und Theologie an der Jesuiten-Hochschule Olmütz. 1727 wurde er in Olmütz zum Priester geweiht. In Olmütz lernte er den mährischen Maler Johann Christoph Handke kennen und dessen monumentale Barockmalerei.
Ab 1728 wurde Johannes Kuben mit der Ausmalung von ordenseigenen Kirchen und Institutionen beauftragt. Große Werke schuf er u. a. für die Breslauer Leopoldina, wo Johann Christoph Handke zur gleichen Zeit die Decke der Aula malte.
Ab 1733 war Johannes Kuben während der Sommermonate vier Jahre mit Gemälden in der St.-Klemens-Kirche in Odolena Voda beschäftigt, die 1733/35 nach Entwurf von Kilian Ignaz Dientzenhofer errichtet wurde. Während der Wintermonate wurde er als Prediger an der Prager Eligius-Kapelle eingesetzt und unterrichtete Mathematik am Clementinum.
Ab 1739/40 hielt er sich mehr als fünf Jahre überwiegend in Brieg auf, wo er auch als Prediger wirkte. Für die 1734/39 errichtete Jesuitenkirche der Hl. Kreuzerhöhung gestaltete er den Innenraum im Stil der Quadraturmalerei, wobei der Chorraum durch einen illusionistischen Altar mit Darstellung der Kreuzerhöhung abgeschlossen wird.
Ab 1757 soll er in Oppeln gelebt haben. Dort starb er jedenfalls 1770.

## Werke (Auswahl)
- Breslau, Leopoldina: Auditorium Comicum, das kleine Oratorium und fast alle Klassenräume
- Prag: Saal des Mathematischen Museums sowie sieben Altargemälde im Clementinum
- Odolena Voda: Fresken in der St.-Klemens-Kirche
- Brieg: Fresken im Stil der Quadraturmalerei
- Oppeln: Präfektorium des Jesuitenkollegs
- Tarnowitz: Fresken im Missionskolleg
- Deutsch Piekar: Altar in der St.-Rosalia-Kirche